# Xiphulcus labralis
Xiphulcus labralis är en stekelart som beskrevs av Henry Keith Townes, Jr. 1983. Xiphulcus labralis ingår i släktet Xiphulcus och familjen brokparasitsteklar. Inga underarter finns listade i Catalogue of Life.